# Like Life
《Like Life》是日本HOOK在2004年5月28日發售的戀愛冒險類型成人遊戲。2004年12月29日（Comiket 67）發售《Like Life 氷庫版》。2007年9月28日發售改善系統畫面的新裝版。另外由GN Software在2005年4月28日發售PlayStation 2版《Like Life an hour》和2009年10月1日發售PlayStation Portable版《Like Life every hour》。

## 故事
因為父母繁忙工作而與叔母同住的高坂和真，平常每天和隔壁的青梅竹馬宮里結未一起上學。直到有天自己的手機突然變成了女孩後開始新的奇妙生活。

## 角色介紹
配音員順序是PC版/PS2、PSP。

### 主要角色
高坂和真
本作的男主角。
宮里結未（聲：新堂真弓）
生日：11月30日（射手座）　血型：O型　身高：160cm　三圍：B88/W59/H89
住在隔壁的青梅竹馬。
高坂姫子（聲：草柳順子）
生日：5月27日（雙子座）　血型：a501型　身高：132cm　三圍：B70/W50/H76
從和真手機變化成人的女孩。
澤木椿（聲：九条信乃/後藤邑子）
生日：7月17日（巨蟹座）　血型：B型　身高：155cm　三圍：B84/W58/H82
轉學生。
有川　あとり（ありかわ　あとり）　聲：大野麻里奈
生日：2月6日（水瓶座）　血型：A型　身高：152cm　三圍：B80/W56/H86
轉學生。
龍胆寺絆（聲：大花どん/浅井清己）
生日：11月19日（天蠍座）　血型：B型　身高：150cm　三圍：B86/W56/H84
轉學生，出身於富裕家庭的大小姐。

### 其他角色
山崎妙（聲：後藤舞/藤卷惠理子）
和真的叔母。
碓井祥子（聲：牧泉美/柳瀨夏美）
擔任和真問題班級的不幸老師。
小林唯月（聲：毬岡留美/吉住梢）
龍胆寺家的女僕。
小寺一撃（聲：/田中一成）
和真的惡友。
總哉（聲：未知/宮下榮治）

### 物品擬人化角色
聲：神月あおい/小林恵美
和真班級教室的板擦。
信子（聲：毬岡留美/吉住梢）
商店街的紅綠燈。
起留（聲：大花どん/浅井清己）
和真的鬧鐘。
（聲：後藤舞/藤巻恵理子）
老師辦公室的電熱水瓶。
（聲：神月あおい/小林恵美）
街角的柱形郵箱。
氷庫（聲：毬岡留美/吉住梢）
妙的冰箱。
『Like Life 氷庫版』的女主角。
三葉（聲：文月かな）
性愛娃娃。
（聲：毬岡留美/吉住梢）
和真書桌上的檯燈。
校門（聲：文月かな）
學校的校門。
高坂浄（聲：まきいづみ/柳瀬なつみ）
妙的吸塵器。
篝（聲：まきいづみ/柳瀬なつみ）
守護有川家約80年的招財貓。

## 主題曲
片頭曲「GirlsLife」
作詞：川波無人　作曲：松浦貴雄　歌：橋本美雪
片尾曲「届きますように」
作詞：川波無人　作曲：松浦貴雄　歌：NANA
挿入曲「空と雨と虹と」
作詞：川波無人　作曲：松浦貴雄　歌：橋本美雪

## _summer Life
2005年12月16日HOOK發送本作和《_summer》的Fandisc《_summer Life》，在遊戲中《_summer》和本作的部分角色都有登場。故事是在數年後兩作男主角家的短篇故事。
2015年3月16日HOOKSOFT為了紀念成立15周年，在限制期間4月13日前公開免費下載《_summer Life》。

## 相關商品
小說
- LikeLife

著者：神尾丈治　出版社：Softgarage
| 標題集數                | 發售日         | ISBN               |
| ----------------------- | -------------- | ------------------ |
| LikeLife 1・姫子編      | 2004年8月20日  | ISBN 9784861330230 |
| LikeLife 2・結未編      | 2004年10月15日 | ISBN 9784861330292 |
| LikeLife 3・オムニバス  | 2005年1月15日  | ISBN 9784861330353 |
| LikeLife 4・オムニバス2 | 2005年4月15日  | ISBN 9784861330407 |

CD
- LikeLife オリジナルサウンドトラック

發售日：2004年7月22日　發行：Lantis
- ドラマCD LikeLife an hour ～冬と祭と解けたリボン～

發售日：2005年12月29日　發行：CHAMBERS RECORDS
書籍
- LikeLife ビジュアルワークス

發售日：2004年10月15日　出版社：Softgarage　ISBN 9784861330285
- LikeLife an hour ビジュアルガイドブック

發售日：2005年6月8日　出版社：JIVE　ISBN 9784861761652

## 評價
《Like Life》在Getchu.com的2004年MOE遊戲排名中獲得系統部門第22名。

## 外部連結
- HOOKSOFT （页面存档备份，存于）（日語）
- Like Life an hour （页面存档备份，存于）GN Software（日語）
- Like Life every hourGN Software（日語）